# Comissão Nacional de Socorro aos Presos Políticos
A Comissão Nacional de Socorro aos Presos Políticos (Portugal, 1969-1974) foi uma organização portuguesa de oposição e resistência à ditadura do Estado Novo.

## História
A Comissão Nacional de Socorro aos Presos Políticos (CNSPP), foi fundada em 31 de dezembro de 1969 e manteve-se em atividade durante quatro anos, até à revolução de 25 de abril de 1974. A Comissão prestava apoio financeiro e jurídico às famílias dos presos políticos e publicava circulares informativas com notícias das prisões, julgamentos, penas e práticas de tortura.
Tratava-se de uma organização supra-partidária, constituída por membros independentes de partidos políticos, incluindo padres católicos (José da Felicidade Alves, Frei Bento Domingues, Luís Moita), e membros ligados a diferentes partidos de oposição à ditadura, incluindo membros ligados ao Partido Comunista Português, ao futuro Partido Socialista e a várias correntes marxistas-leninistas. 
Entre os principais membros dinamizadores da Comissão estiveram Nuno Teotónio Pereira, Maria Eugénia Varela Gomes, Cecília Areosa Feio e Maria Natália Teotónio Pereira, José Augusto Rocha, Levi Baptista, Manuel João da Palma Carlos, Mário Brochado Coelho e Aida Magro.

## Ligações Externas
- Casa Comum | Documentos: Comissão Nacional de Socorro aos Presos Políticos